# Magazine zum Globus

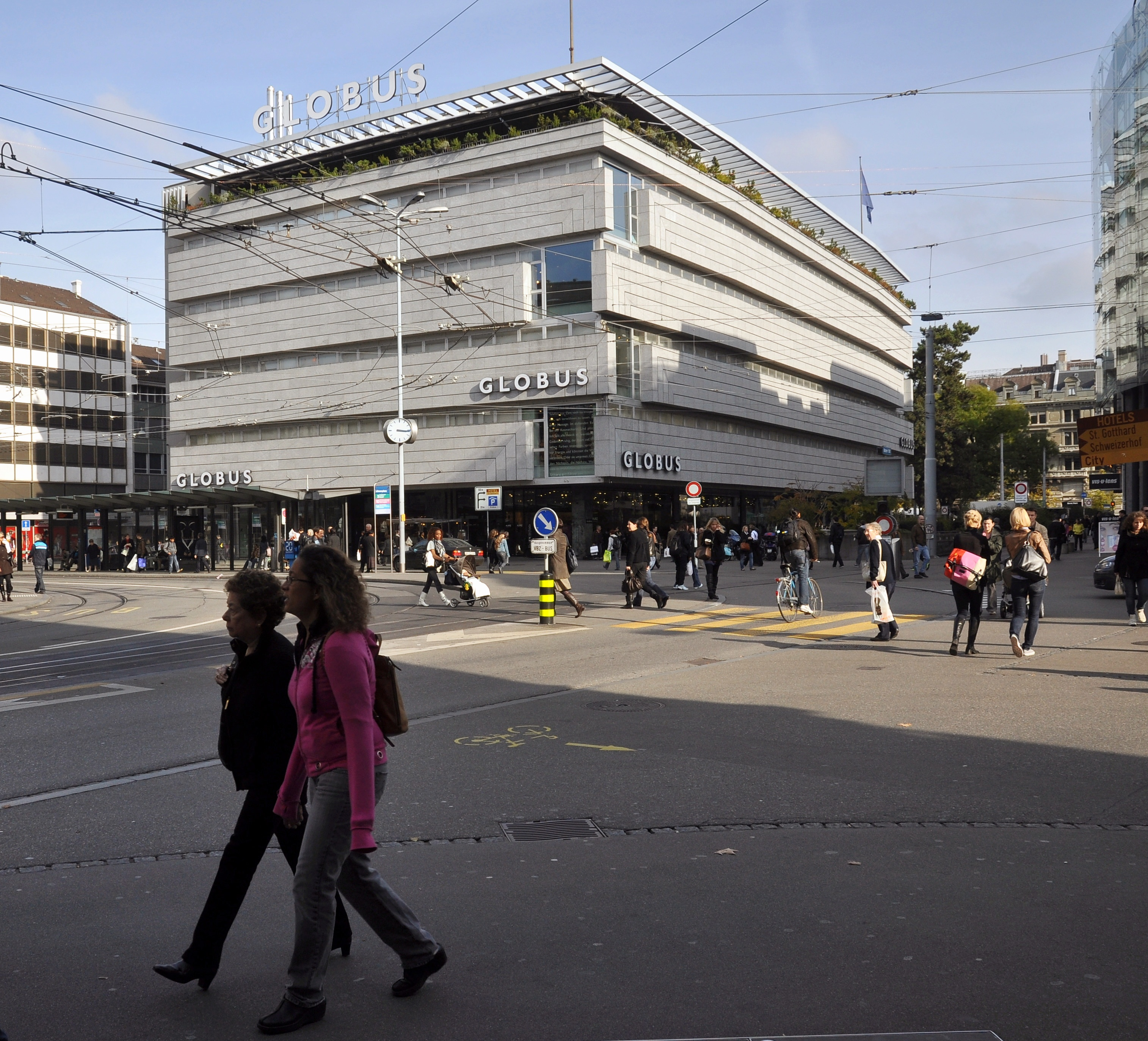
Globus-Kaufhaus in Zürich, Seite Löwenplatz

Die Magazine zum Globus AG (französisch Grands Magasins Globus SA, italienisch Grandi Magazzini Globus SA) ist ein Schweizer Detailhandelsunternehmen, welches gemessen am Umsatz zu den 500 grössten Unternehmen der Schweiz gehört.
Das im Jahr 1907 gegründete Unternehmen gehörte von 1997 bis 2020 zum Migros-Konzern. Die Hauptstandorte der Globus-Kaufhäuser befinden sich in den meisten Schweizer Grossstädten, namentlich in Basel, Bern, Genf, Lausanne, Zürich sowie St. Gallen und waren ab 2020 im Eigentum der European Luxury Department Store Group, eines Joint Venture der thailändischen Central Group und der österreichischen Signa Holding. 2024 hat die Central Group die Anteile von der Signa Holding vollständig übernommen.

## Übersicht
Die innerhalb des Migros-Konzerns bis 2006 eigenständig geführte ehemalige Globus-Gruppe umfasste neben der Magazine zum Globus AG auch das Möbelunternehmen Interio AG sowie die auf Büromaterial spezialisierte Office World AG. Diese wurden ab Anfang 2007 als selbständige Unternehmen innerhalb des Migros-Konzerns geführt.
Im Jahr 2007 betrieben die Magazine zum Globus AG  in der Schweiz 13 Globus-Warenhäuser, sechs Herren-Globus-Filialen (Herrenmode) sowie ein Outlet und erzielte 2007 einen Umsatz von 781,3 Millionen Franken. Ab 2018 wurden die Modegeschäfte von Schild, die Fachgeschäfte von Herren-Globus und die Globus-Warenhäuser unter der einheitlichen Premium-Dachmarke Globus geführt.
Seit Anfang 2018 wurden rund 24'000 Produkte auch im Online-Warenhaus von Galaxus angeboten.
Im Jahr 2019 wurde bekannt, dass die Migros Globus veräussern will. Am 3. Februar 2020 wurde der Verkauf an ein Joint-venture der österreichischen Signa Holding und der thailändischen Central Group vertraglich besiegelt. Der Globus-Verkauf umfasste neben 100 % des Kapitals der Aktiengesellschaft auch acht dazu gehörende Immobilien in Zürich, Basel, Bern und St. Gallen. Die Transaktion wurde im Mai 2020 abgeschlossen. Dem Gemeinschaftsunternehmen gehörten bereits The KaDeWe Group (Kaufhaus des Westens, Alsterhaus, Oberpollinger) in Deutschland, La Rinascente in Italien und Illum in Dänemark. 2024 hat die Central Group die von der Signa Holding gehaltenen Anteile vollständig übernommen.

## Geschichte

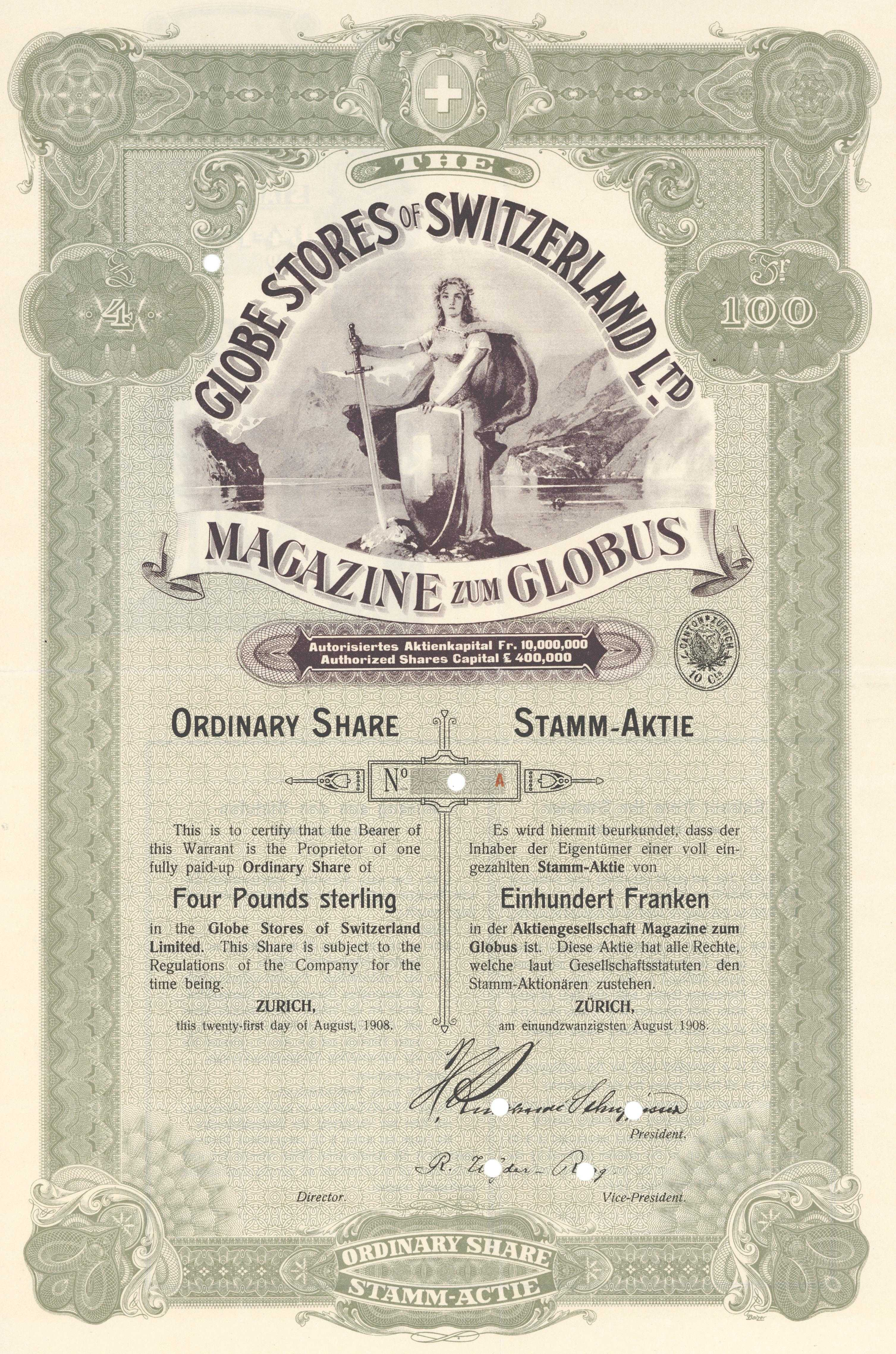
Stammaktie der Magazine zum Globus Aktiengesellschaft vom 21. August 1908

1892 gründete Josef Weber – inspiriert durch Pariser Vorbilder – auf der Papierwerd an der Bahnhofbrücke das erste grosse Zürcher Warenhaus, den Bazar ohne Gleichen. Wenig später wurde der Bankier Heinrich Burkhardt zuerst Geschäftspartner, dann Käufer des Hauses, das er 1907 in eine Aktiengesellschaft mit 2,5 Millionen Franken Kapital, die Magazine zum Globus AG, umwandelte und gleichzeitig den Namen des Warenhauses in den heutigen änderte. Dies gilt als Geburtsjahr des Globus.

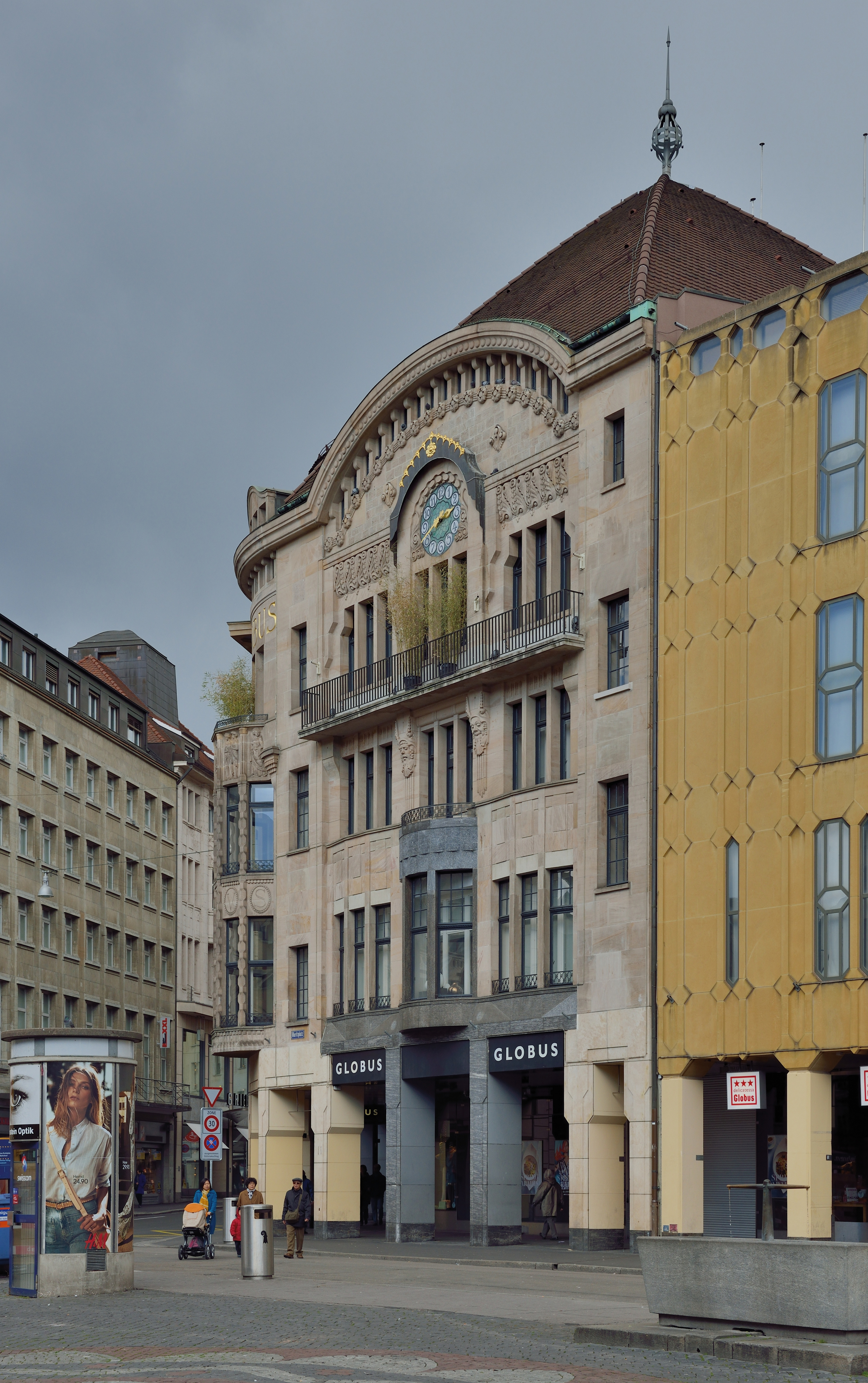
Globus-Filiale in Basel im Jugendstil aus dem Jahr 1904 am Marktplatz.

### Globi
Zum 25-jährigen Jubiläum von Globus im Jahr 1932 schufen der damalige Werbeleiter Ignatius Karl Schiele und der Zeichner Robert Lips die Figur «Globi» für die Kinderwerbung von Globus. Für die beliebte Figur wurde 1944 das Globus-Tochterunternehmen «Globi Verlag AG» gegründet, das seither die Bücher verlegt und die inzwischen erfolgreichste Schweizer Kinderbuch-Figur vermarktet. Der Globi-Verlag blieb auch nach 1997 eine Konzerngesellschaft, bis zur im Jahre 2006 eingeleiteten Restrukturierung der Globus-Gruppe. Seit Januar 2007 gehört der Globi Verlag zu Orell Füssli und wird dort als Imprint geführt.

### Von der Papierwerd an die Bahnhofstrasse

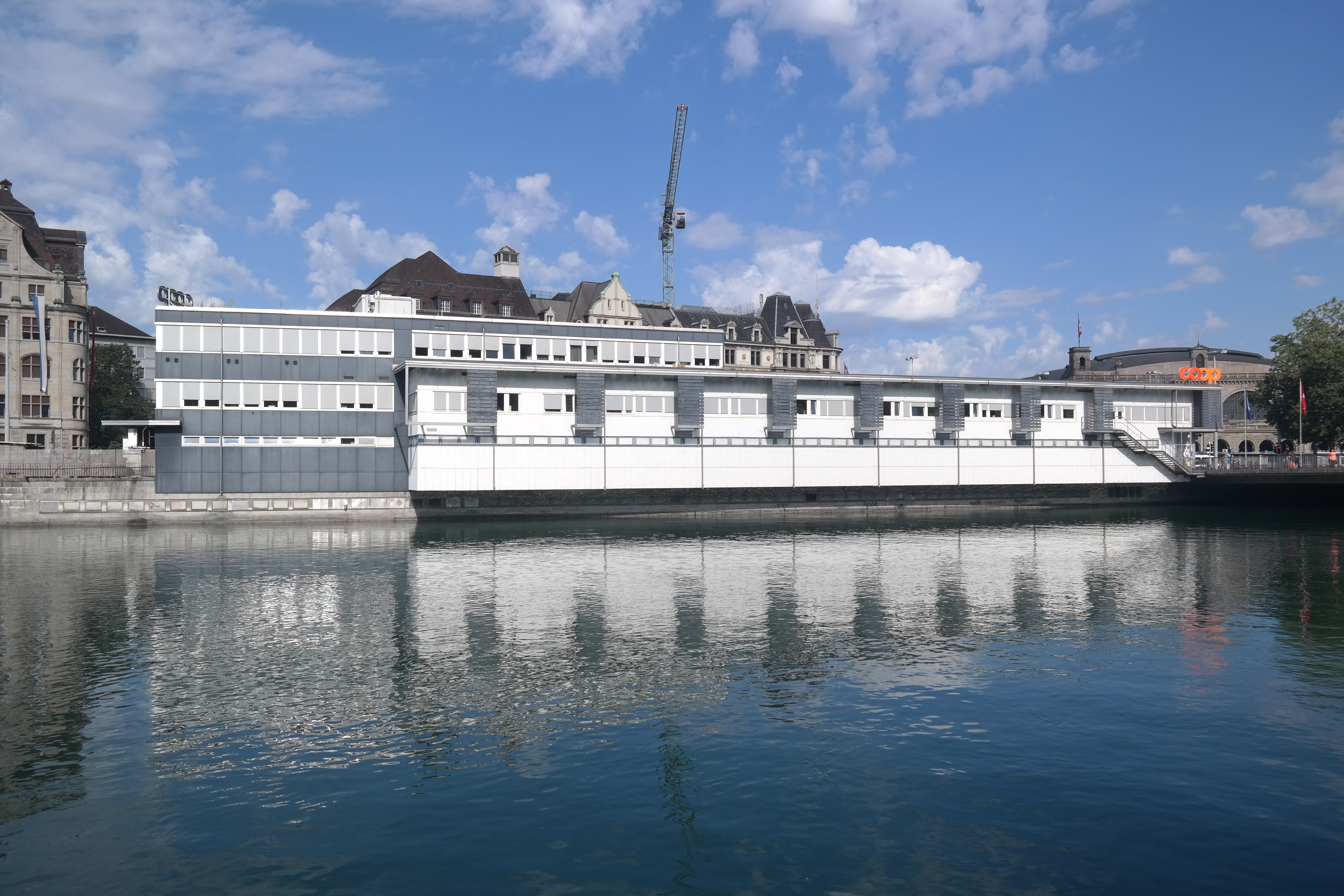
«Globus-Provisorium» bis 1967 von Globus genutzt, später Lebensmittelverein Zürich (LVZ), der heute zum Coop gehört.

Nach dem Zweiten Weltkrieg zog Globus ins leerstehende Pestalozzi-Schulhaus zwischen Bahnhofstrasse und Löwenplatz, um auf der Papierwerd einen neuen Hauptsitz zu erstellen. Das entsprechende Bauprojekt stiess 1951 bei einer städtischen Volksabstimmung auf Ablehnung. Da sich der neue Standort an der Bahnhofstrasse als äusserst gut herausstellte, errichtete der Zürcher Architekt Karl Egender auf dem Papierwerd-Areal an der Limmat das sogenannte Globusprovisorium, worin das Warenhaus während des Abbruchs des alten Schulhauses und dem Neubau des heutigen Warenhauses untergebracht war. Das ehemalige Schulareal konnte von der Stadt Zürich im Tausch gegen die Papierwerd-Insel erworben werden, der Neubau wurde 1967 bezogen.
Das leerstehende Provisorium stand 1968 im Zusammenhang mit den Zürcher Jugendunruhen, dem so genannten Globuskrawall, im Rampenlicht. Das damalige Provisorium steht heute noch, wurde mehrmals renoviert und ist mittlerweile selbst zum Baudenkmal-Kandidaten geworden, denn das leicht wirkende Gebäude repräsentiert heute weit mehr als das luxuriöse Prestige-Stammhaus des Globus-Warenhauses auf der Pestalozzi-Wiese die Gedanken der Zweiten Schweizer Moderne, deren namhafter Protagonist Karl Egender zweifellos war. Das markante, zweistöckige Haus in bester Passantenlage vor dem Zürcher Hauptbahnhof wird vom zweitgrössten Schweizer Detailhändler Coop und der Stadtpolizei Zürich genutzt. Jedoch soll künftig etwas Neues entstehen.

### Au Bon Marché
Globus lancierte 1956 das Kleinpreis-Warenhaus Au Bon Marché (ABM), das in den 1980er Jahren rund 60 Standorte vorweisen konnte. Nach zahlreichen unternehmerischen Fehlentscheiden und Reorganisationen brachten die ABM-Warenhäuser der Globus-Gruppe in den 1990er Jahren schwere finanzielle Verluste ein, die ab 2001 zur Aufgabe der zweiten Warenhaus-Kette führten.

### Übernahme von Jelmoli-Warenhäusern
Vom härtesten Konkurrenten Jelmoli übernahm Globus 1996 zwölf Warenhäuser, darunter die bekannten Grand Passage in Genf (gegründet 1907), Innovation in Lausanne, Aux Armourins in Neuchâtel (gegründet 1920, geschlossen im Herbst 2011), Jelmoli in Luzern und im Glattzentrum sowie Innovazione in Locarno samt Personal.
Als Ersatz für die ABM-Warenhäuser betätigte sich die Globus-Gruppe als Franchisenehmer von Oviesse (trendige Mode). Die ABM-Standorte wurden zu Oviesse-Filialen umgebaut, an die in der Regel Nannini-Cafés und Estorel-Drogerien angegliedert waren, da das neue Konzept nicht die gesamte Fläche der ehemaligen ABM-Filialen belegte. Bis Ende 2004 wurden die Oviesse-Filialen und die Nannini-Cafés wieder geschlossen.

### Verkauf an die Migros
Im Juni 1997 verkaufte die Besitzerfamilie die Magazine zum Globus für rund 700 Millionen Franken an die Migros. Diese führte die Globus-Gruppe bis Ende 2006 als eigenständiges Unternehmen weiter. Per 1. Januar 2007 löste die Migros die Gruppenstruktur der Globus-Gruppe auf. Die einzelnen Unternehmen der ehemaligen Globus-Gruppe wurden seither als selbständige Unternehmen innerhalb des Migros-Konzerns geführt. Ebenfalls per 1. Januar 2007 wurde der Globi-Verlag an den Verlag Orell Füssli verkauft.
Im Juni 2019 gab der damalige CEO Fabrice Zumbrunnen bekannt, dass die Migros aus dem wenig rentablen Warenhaus-Geschäft aussteigen und ihre Beteiligung verkaufen wolle. Im Jahr 2003 erwirtschaftete die Globus-Gruppe noch einen Umsatz von rund 1,7 Mrd. CHF und beschäftigte rund 3000 Mitarbeitende.

### Zukauf von Schild und Navyboot
Im Oktober 2013 gaben Globus und die Luzerner Modehauskette Schild AG bekannt, dass die bisherigen Schild-Aktionäre ihre Anteile (Stefan Portmann und Thomas Herbert je 27 %, die EGS Beteiligungen AG als Tochter der Ernst Göhner Stiftung 42 % sowie das Schild-Management 4 %) an Globus verkaufen und im Gegenzug sich Portmann und Herbert mit einem zweistelligen Millionenbetrag an Globus beteiligen. Schild sollte weiter als eigenständige Gruppe im Gesamtunternehmen agieren, das durch die Übernahme mit rund einer Milliarde Franken Umsatz zum Schweizer Marktführer im Segment mittlere und gehobene Mode wurde. Im Mai 2017 gab die Migros bekannt, dass die Modekette Schild bis 2019 verschwindet; alle Läden wurden in Globus integriert.
Ende August 2018 gab Globus die Übernahme von Navyboot per 1. Januar 2019 bekannt. Dabei übernahm Globus einen grossen Teil der Verkaufspunkte; die restlichen werden von der Gaydoul Group weiterbetrieben. Dem bisherigen General Merchandise Manager von Globus, Reto Braegger, wurde per 1. Oktober 2019 die Gesamtführung der Marke Navyboot übertragen. Gleichzeitig übernahm Franco Savastano, ehemaliger CEO von Jelmoli, seine Stelle als General Merchandise Manager.

### Verkauf an Signa/Central und Abspaltung der Mode
Im Juni 2019 gab die Migros die Verkaufsabsicht für die Globus-Gruppe bekannt, deren gehoben positionierten Warenhäuser und Modegeschäfte nicht zum Kerngeschäft passen würden. Am 4. Februar 2020 wurde publik, dass ein Joint Venture von Central Group und Signa Holding die Magazine zum Globus AG übernehmen wird. Die Transaktion wurde im Mai 2020 abgeschlossen, wobei sich das Interesse der neuen Eigentümer insbesondere auf die Warenhäuser und zugehörige Liegenschaften konzentrierte. Diese sollen renoviert und künftig stärker im Luxussegment tätig sein. Die Restaurantbetriebe in den Warenhäusern werden künftig an lokale Betreiber ausgelagert. Im Zuge der Veräusserung gewährte der Migros-Genossenschafts-Bund der Magazine zum Globus AG ein Darlehen von 125 Millionen Franken.
Kaum Interesse zeigten die neuen Eigentümer für die Modegeschäfte unter dem Namen Globus, die bis zur Einführung der Einmarkenstrategie 2019 unter ihren angestammten Namen Herren-Globus und Schild tätig waren, sowie die Navyboot-Filialen. Verwaltungsrat und ehemaliger Chef Thomas Herbert, der selber ein Kaufangebot abgegeben hatte und von Signa/Central ausgestochen worden war, konnte sich im Juli 2020 auf die Übernahme von 31 der damaligen 35 Standorte einigen, die er gemeinsam mit dem Ehepaar Silvia und Fredy Bayard per 1. Februar 2021 übernehmen und in Mode Bayard integrieren konnte. Im Juli 2021 wurde Thomas Herbert Verwaltungsratspräsident von Mode Bayard und trat aus dem Verwaltungsrat von Globus zurück; an seine Stelle trat neu Philippe Gaydoul ein.
Mit dem Eigentümerwechsel von Globus stellte auch Hotelplan die Marke Globus Reisen per 1. Februar 2021 ein. Bis im Mai 2022 hat Globus die letzten IT-Dienstleistungen aus der Group IT der Migros herausgelöst.

### Insolvenz der Signa Holding und Übernahme durch die Central Group
Ende November 2023 beschlossen der Verwaltungsrat und die Geschäftsleitung der Signa Retail Selection AG in Zürich, einer Schweizer Tochtergesellschaft der Signa Holding, beim Amtsgericht Nachlassstundung zu beantragen. Man wolle damit eigenverantwortlich und unabhängig von den Insolvenzen der restlichen Signa-Gruppe die Geschäfte geordnet und transparent abwickeln. Mit Entscheid vom 5. Dezember 2023 gewährte das Nachlassgericht des Bezirksgerichts Zürich eine provisorische Nachlassstundung von vier Monaten bis zum 5. April 2024. Der Signa Retail Selection AG ist auch die deutsche Galeria-Gruppe untergeordnet. Die Geschäftstätigkeiten von Globus und den weiteren Luxuskaufhäusern sind bei Signa in einer anderen Schweizer Gesellschaft zusammengefasst, der Signa European Invest Holding AG. Die Globus-Mitgesellschafterin Central Group – im Joint Venture für das operative Warenhausgeschäft zuständig, Signa für die Liegenschaften – versicherte, sie sei weiterhin bereit, ihre europäischen Luxusgeschäfte unabhängig von der finanziellen Situation ihrer Partner zu sichern und zu unterstützen. Mit den jeweiligen Entscheiden vom 12. Dezember 2023 gewährte das Nachlassgericht des Bezirksgerichts Zürich der Signa European Invest Holding AG, der Signa European Invest AG und der Signa Retail Luxury Holding GmbH provisorische Nachlassstundungen von vier Monaten bis zum 12. April 2024. Am 12. Dezember 2023 wurde zudem bekannt, dass André Maeder, welcher seit 2020 im Globus-Strategiegremium war und die Luxuswarenhausgruppe von Signa/Central geleitet hatte, kürzlich aus dem Verwaltungsrat der Magazine zum Globus AG ausgeschieden sei. Medienberichten zufolge werde die Central Group die von der Signa Group gehaltenen Anteile vollständig übernehmen. Ende September 2024 wurde der Abschluss der Übernahme bekannt gegeben. Nach einer Aussage von CEO Franco Savastano vom Oktober 2024 werde das Unternehmen ab 2026 wieder Gewinn erwirtschaften.